# Liverpool FC in het seizoen 2014/15
Dit artikel beschrijft de prestaties van de Engelse voetbalclub Liverpool FC in het seizoen 2014–2015. Het was het 23ste opeenvolgende seizoen dat de club uit Liverpool uitkwam in de hoogste divisie van het Engelse profvoetbal, de Premier League.

## Selectie
| No.           | Naam              | Nationaliteit | Geboortedatum | Vorige club           |
| ------------- | ----------------- | ------------- | ------------- | --------------------- |
| Keepers       |                   |               |               |                       |
| 1             | Brad Jones        | Australië     | 19-03-1982    | Middlesbrough         |
| 22            | Simon Mignolet    | België        | 06-03-1988    | Sunderland            |
| Verdedigers   |                   |               |               |                       |
| 2             | Glen Johnson      | Engeland      | 23-08-1984    | Portsmouth            |
| 3             | José Enrique      | Spanje        | 23-01-1986    | Newcastle United      |
| 4             | Kolo Touré        | Ivoorkust     | 19-03-1981    | Manchester City       |
| 6             | Dejan Lovren      | Kroatië       | 05-07-1989    | Southampton           |
| 17            | Mamadou Sakho     | Frankrijk     | 13-02-1990    | Paris Saint-Germain   |
| 18            | Alberto Moreno    | Spanje        | 05-07-1992    | Sevilla               |
| 19            | Javier Manquillo  | Spanje        | 05-05-1994    | Atlético Madrid       |
| 37            | Martin Škrtel     | Slowakije     | 15-12-1984    | Zenit Sint-Petersburg |
| 38            | Jon Flanagan      | Engeland      | 01-01-1993    | /                     |
| 43            | Ryan McLaughlin   | Noord-Ierland | 30-09-1994    | Barnsley              |
| Middenvelders |                   |               |               |                       |
| 8             | Steven Gerrard    | Engeland      | 30-05-1980    | /                     |
| 10            | Philippe Coutinho | Brazilië      | 12-06-1992    | Internazionale        |
| 14            | Jordan Henderson  | Engeland      | 17-06-1990    | Sunderland            |
| 20            | Adam Lallana      | Engeland      | 10-05-1988    | Southampton           |
| 21            | Lucas             | Brazilië      | 09-01-1987    | Grêmio                |
| 23            | Emre Can          | Duitsland     | 12-01-1994    | Bayer Leverkusen      |
| 24            | Joe Allen         | Wales         | 14-03-1990    | Swansea City          |
| 30            | Suso              | Spanje        | 19-11-1993    | Cádiz                 |
| 31            | Raheem Sterling   | Engeland      | 08-12-1994    | /                     |
| 50            | Lazar Marković    | Servië        | 02-03-1994    | Benfica               |
| Aanvallers    |                   |               |               |                       |
| 7             | Rickie Lambert    | Engeland      | 19-02-1982    | Southampton           |
| 15            | Daniel Sturridge  | Engeland      | 01-09-1989    | Chelsea               |
| 29            | Fabio Borini      | Italië        | 29-03-1991    | Sunderland            |
| 36            | Samed Yeşil       | Duitsland     | 25-05-1994    | Bayer Leverkusen      |
| 45            | Mario Balotelli   | Italië        | 12-08-1990    | AC Milan              |
| 48            | Jerome Sinclair   | Engeland      | 20-09-1996    | West Bromwich Albion  |

- = Aanvoerder

### Technische staf
|                 |                        |               |
| Functie         | Naam                   | Nationaliteit |
| Coach           | Brendan Rodgers (foto) | Noord-Ierland |
| Assistent-coach | Colin Pascoe           | Wales         |
| Assistent-coach | Mike Marsh             | Engeland      |
| Keeperstrainer  | John Achterberg        | Nederland     |

## Resultaten
Een overzicht van de competities waaraan Liverpool in het seizoen 2014-2015 deelnam.
| Premier League | FA Cup       | League Cup   | Champions League | Europa League |
| -------------- | ------------ | ------------ | ---------------- | ------------- |
|                |              |              |                  |               |
| Zesde          | Halve finale | Halve finale | Groepsfase       | 1/16 finale   |

## Uitrustingen
Shirtsponsor(s): Standard Chartered

Sportmerk: Warrior
| Thuis | Uit | Alternatief | Doelman | Doelman | Doelman |  |

## Transfers

### Zomer
| Naam              | Nationaliteit | Van/Naar              | Bedrag       |
| ----------------- | ------------- | --------------------- | ------------ |
| Aangetrokken      |               |                       |              |
| Rickie Lambert    | Engeland      | Southampton           | € 5.000.000  |
| Adam Lallana      | Engeland      | Southampton           | € 30.000.000 |
| Dejan Lovren      | Kroatië       | Southampton           | € 25.000.000 |
| Emre Can          | Duitsland     | Bayer Leverkusen      | € 12.000.000 |
| Lazar Marković    | Servië        | Benfica               | € 25.000.000 |
| Alberto Moreno    | Spanje        | Sevilla               | € 17.000.000 |
| Divock Origi      | België        | Lille                 | € 12.500.000 |
| Mario Balotelli   | Italië        | AC Milan              | € 20.000.000 |
| Javier Manquillo  | Spanje        | Atlético Madrid       | Gehuurd      |
| Vertrokken        |               |                       |              |
| Luis Suárez       | Uruguay       | FC Barcelona          | € 84.000.000 |
| José Manuel Reina | Spanje        | Bayern München        | € 2.500.000  |
| Daniel Agger      | Denemarken    | Brøndby               | € 4.000.000  |
| Martin Kelly      | Engeland      | Crystal Palace        | € 1.900.000  |
| Conor Coady       | Engeland      | Huddersfield Town     | € 630.000    |
| Jack Robinson     | Australië     | Queens Park Rangers   | niet bekend  |
| Luis Alberto      | Spanje        | Málaga                | Verhuurd     |
| Iago Aspas        | Spanje        | Sevilla               | Verhuurd     |
| Divock Origi      | België        | Lille                 | Verhuurd     |
| Tiago Ilori       | Portugal      | Girondins de Bordeaux | Verhuurd     |
| Jordon Ibe        | Engeland      | Derby County          | Verhuurd     |
| Andre Wisdom      | Engeland      | West Bromwich Albion  | Verhuurd     |
| Brad Smith        | Engeland      | Swindon Town          | Verhuurd     |
| Oussama Assaidi   | Marokko       | Stoke City            | Verhuurd     |
| Sebastián Coates  | Uruguay       | Sunderland            | Verhuurd     |

### Winter
| Naam            | Nationaliteit | Van/Naar       | Bedrag      |
| --------------- | ------------- | -------------- | ----------- |
| Aangetrokken    |               |                |             |
| Oussama Assaidi | Marokko       | Stoke City     | Einde huur  |
| Vertrokken      |               |                |             |
| Suso            | Spanje        | AC Milan       | € 1.300.000 |
| Oussama Assaidi | Marokko       | Al-Ahli        | € 6.400.000 |
| Jerome Sinclair | Engeland      | Wigan Athletic | Huur        |

## Premier League

### Wedstrijden
| Wedstrijddetails                                          | Thuisploeg                                                      | Uitslag                     | Uitploeg                                         | Opstelling | Kaarten                                          |
| --------------------------------------------------------- | --------------------------------------------------------------- | --------------------------- | ------------------------------------------------ | --- | ------------------------------------------------ |
| Heenronde                                                 |                                                                 |                             |                                                  | |                                                  |
| 17 augustus 2014 14:30 Anfield Liverpool                  | Liverpool FC                                                    | 2-1                         | Southampton                                      | Mignolet Manquillo, Škrtel, Lovren, Johnson Lucas (63' Allen), Gerrard, Coutinho (76' Lambert) Henderson, Sturridge, Sterling                 | 34' Manquillo                                    |
| 17 augustus 2014 14:30 Anfield Liverpool                  | 23' Sterling 79' Sturridge                                      | 1-0 1-1 2-1                 | 56' Clyne                                        | Mignolet Manquillo, Škrtel, Lovren, Johnson Lucas (63' Allen), Gerrard, Coutinho (76' Lambert) Henderson, Sturridge, Sterling                 | 34' Manquillo                                    |
| 25 augustus 2014 21:00 Etihad Stadium Manchester          | Manchester City                                                 | 3-1                         | Liverpool FC                                     | Mignolet Johnson, Škrtel, Lovren, Moreno Henderson, Gerrard, Allen (75' Can) Sterling (79' Lambert), Sturridge, Coutinho (60' Marković)       | 76' Can                                          |
| 25 augustus 2014 21:00 Etihad Stadium Manchester          | 41' Jovetić 55' Jovetić 69' Agüero                              | 1-0 2-0 3-0 3-1             | 83' Zabaleta (own)                               | Mignolet Johnson, Škrtel, Lovren, Moreno Henderson, Gerrard, Allen (75' Can) Sterling (79' Lambert), Sturridge, Coutinho (60' Marković)       | 76' Can                                          |
| 31 augustus 2014 14:30 White Hart Lane Londen             | Tottenham Hotspur                                               | 0-3                         | Liverpool FC                                     | Mignolet Manquillo, Lovren, Sakho, Moreno Henderson, Gerrard, Allen (61' Can) Sturridge, Balotelli (61' Marković), Sterling (86' Enrique)     | 27' Allen 37' Manquillo 74' Sterling 90' Moreno  |
| 31 augustus 2014 14:30 White Hart Lane Londen             |                                                                 | 0-1 0-2 0-3                 | 8' Sterling 49' Gerrard 60' Moreno               | Mignolet Manquillo, Lovren, Sakho, Moreno Henderson, Gerrard, Allen (61' Can) Sturridge, Balotelli (61' Marković), Sterling (86' Enrique)     | 27' Allen 37' Manquillo 74' Sterling 90' Moreno  |
| 13 september 2014 18:30 Anfield Liverpool                 | Liverpool FC                                                    | 0-1                         | Aston Villa                                      | Mignolet Manquillo, Lovren, Sakho, Moreno Henderson, Gerrard, Coutinho Marković (71' Borini), Balotelli (71' Lambert), Lallana (61' Sterling) | 12' Lallana 76' Moreno                           |
| 13 september 2014 18:30 Anfield Liverpool                 |                                                                 | 0-1                         | 9' Agbonlahor                                    | Mignolet Manquillo, Lovren, Sakho, Moreno Henderson, Gerrard, Coutinho Marković (71' Borini), Balotelli (71' Lambert), Lallana (61' Sterling) | 12' Lallana 76' Moreno                           |
| 20 september 2014 18:30 Boleyn Ground Londen              | West Ham United                                                 | 3-1                         | Liverpool FC                                     | Mignolet Manquillo (22' Sakho), Škrtel, Moreno Henderson, Gerrard, Lucas (46' Lallana), Sterling Borini (75' Lambert), Balotelli              | 17' Balotelli                                    |
| 20 september 2014 18:30 Boleyn Ground Londen              | 2' Reid 7' Sakho 88' Amalfitano                                 | 1-0 2-0 2-1 3-1             | 26' Sterling                                     | Mignolet Manquillo (22' Sakho), Škrtel, Moreno Henderson, Gerrard, Lucas (46' Lallana), Sterling Borini (75' Lambert), Balotelli              | 17' Balotelli                                    |
| 27 september 2014 13:45 Anfield Liverpool                 | Liverpool FC                                                    | 1-1                         | Everton FC                                       | Mignolet Manquillo, Škrtel, Lovren, Moreno Henderson, Gerrard, Lallana Marković (60' Coutinho), Balotelli (88' Lambert), Sterling             | 67' Gerrard 90+3' Moreno                         |
| 27 september 2014 13:45 Anfield Liverpool                 | 65' Gerrard                                                     | 1-0 1-1                     | 90+1' Jagielka                                   | Mignolet Manquillo, Škrtel, Lovren, Moreno Henderson, Gerrard, Lallana Marković (60' Coutinho), Balotelli (88' Lambert), Sterling             | 67' Gerrard 90+3' Moreno                         |
| 4 oktober 2014 16:00 Anfield Liverpool                    | Liverpool FC                                                    | 2-1                         | West Bromwich Albion                             | Mignolet Manquillo (64' Johnson), Škrtel, Lovren, Moreno Henderson, Gerrard, Coutinho (75' Lucas) Sterling, Lambert (64' Balotelli), Lallana  | 17' Berahino 28' Gerrard                         |
| 4 oktober 2014 16:00 Anfield Liverpool                    | 45' Lallana 61' Henderson                                       | 1-0 1-1 2-1                 | 56' Berahino                                     | Mignolet Manquillo (64' Johnson), Škrtel, Lovren, Moreno Henderson, Gerrard, Coutinho (75' Lucas) Sterling, Lambert (64' Balotelli), Lallana  | 17' Berahino 28' Gerrard                         |
| 19 oktober 2014 14:30 Loftus Road Stadium Londen          | Queens Park Rangers                                             | 2-3                         | Liverpool FC                                     | Mignolet Johnson, Škrtel, Lovren, Enrique Henderson, Gerrard, Can (66' Allen) Sterling (90+6' Touré), Balotelli, Lallana (66' Coutinho)       | 71' Johnson 82' Škrtel 86' Coutinho              |
| 19 oktober 2014 14:30 Loftus Road Stadium Londen          | 87' Vargas 90+2' Vargas                                         | 0-1 1-1 1-2 2-2 2-3         | 67' Dunne (own) 90' Coutinho 90+5' Caulker (own) | Mignolet Johnson, Škrtel, Lovren, Enrique Henderson, Gerrard, Can (66' Allen) Sterling (90+6' Touré), Balotelli, Lallana (66' Coutinho)       | 71' Johnson 82' Škrtel 86' Coutinho              |
| 25 oktober 2014 16:00 Anfield Liverpool                   | Liverpool FC                                                    | 0-0                         | Hull City                                        | Mignolet Manquillo, Škrtel, Lovren, Moreno Allen (61' Coutinho), Gerrard, Can (75' Henderson) Sterling, Balotelli, Lallana (61' Lambert)      | 55' Sterling 57' Balotelli 81' Henderson         |
| 25 oktober 2014 16:00 Anfield Liverpool                   |                                                                 |                             |                                                  | Mignolet Manquillo, Škrtel, Lovren, Moreno Allen (61' Coutinho), Gerrard, Can (75' Henderson) Sterling, Balotelli, Lallana (61' Lambert)      | 55' Sterling 57' Balotelli 81' Henderson         |
| 1 november 2014 13:45 St. James' Park Newcastle-upon-Tyne | Newcastle United                                                | 1-0                         | Liverpool FC                                     | Mignolet Johnson, Škrtel, Lovren, Moreno Henderson, Gerrard, Allen (66' Borini) Sterling, Balotelli, Coutinho (80' Lambert)                   | 44' Škrtel 72' Henderson 89' Lovren              |
| 1 november 2014 13:45 St. James' Park Newcastle-upon-Tyne | 73' Pérez                                                       | 1-0                         |                                                  | Mignolet Johnson, Škrtel, Lovren, Moreno Henderson, Gerrard, Allen (66' Borini) Sterling, Balotelli, Coutinho (80' Lambert)                   | 44' Škrtel 72' Henderson 89' Lovren              |
| 8 november 2014 13:45 Anfield Liverpool                   | Liverpool FC                                                    | 1-2                         | Chelsea FC                                       | Mignolet Johnson, Škrtel, Lovren, Moreno Henderson, Gerrard, Can (70' Allen) Coutinho (70' Borini), Balotelli (79' Lambert), Sterling         | 43' Sterling 65' Balotelli                       |
| 8 november 2014 13:45 Anfield Liverpool                   | 9' Can                                                          | 1-0 1-1 1-2                 | 14' Cahill 67' Costa                             | Mignolet Johnson, Škrtel, Lovren, Moreno Henderson, Gerrard, Can (70' Allen) Coutinho (70' Borini), Balotelli (79' Lambert), Sterling         | 43' Sterling 65' Balotelli                       |
| 23 november 2014 14:30 Selhurst Park Londen               | Crystal Palace                                                  | 3-1                         | Liverpool FC                                     | Mignolet Manquillo, Škrtel, Lovren, Johnson Lallana (72' Borini), Gerrard, Allen (74' Can) Sterling, Lambert, Coutinho                        | 53' Škrtel 61' Manquillo                         |
| 23 november 2014 14:30 Selhurst Park Londen               | 17' Gayle 78' Ledley 81' Jedinak                                | 0-1 1-1 2-1 3-1             | 2' Lambert                                       | Mignolet Manquillo, Škrtel, Lovren, Johnson Lallana (72' Borini), Gerrard, Allen (74' Can) Sterling, Lambert, Coutinho                        | 53' Škrtel 61' Manquillo                         |
| 29 november 2014 16:00 Anfield Liverpool                  | Liverpool FC                                                    | 1-0                         | Stoke City                                       | Mignolet Johnson, Škrtel, Touré, Enrique Lucas (75' Gerrard), Allen, Coutinho (88' Lovren) Henderson, Lambert, Sterling                       |                                                  |
| 29 november 2014 16:00 Anfield Liverpool                  | 85' Johnson                                                     | 1-0                         |                                                  | Mignolet Johnson, Škrtel, Touré, Enrique Lucas (75' Gerrard), Allen, Coutinho (88' Lovren) Henderson, Lambert, Sterling                       |                                                  |
| 2 december 2014 20:45 King Power Stadium Leicester        | Leicester City                                                  | 1-3                         | Liverpool FC                                     | Mignolet Manquillo (46' Moreno), Škrtel, Touré, Johnson Henderson, Gerrard, Lucas Lallana (70' Allen), Lambert, Sterling (90+5' Lovren)       | 38' Lallana 65' Gerrard                          |
| 2 december 2014 20:45 King Power Stadium Leicester        | 22' Mignolet (own)                                              | 1-0 1-1 1-2 1-3             | 26' Lallana 54' Gerrard 83' Henderson            | Mignolet Manquillo (46' Moreno), Škrtel, Touré, Johnson Henderson, Gerrard, Lucas Lallana (70' Allen), Lambert, Sterling (90+5' Lovren)       | 38' Lallana 65' Gerrard                          |
| 6 december 2014 16:00 Anfield Liverpool                   | Liverpool FC                                                    | 0-0                         | Sunderland                                       | Mignolet Johnson, Škrtel, Touré, Moreno Henderson, Coutinho (78' Marković), Lucas Lallana (67' Gerrard), Lambert, Sterling                    | 51' Lucas                                        |
| 6 december 2014 16:00 Anfield Liverpool                   |                                                                 |                             |                                                  | Mignolet Johnson, Škrtel, Touré, Moreno Henderson, Coutinho (78' Marković), Lucas Lallana (67' Gerrard), Lambert, Sterling                    | 51' Lucas                                        |
| 14 december 2014 14:30 Old Trafford Manchester            | Manchester United                                               | 3-0                         | Liverpool FC                                     | Jones Johnson (26' Touré), Škrtel, Lovren Henderson, Gerrard, Allen, Moreno (68' Marković) Coutinho, Sterling, Lallana (46' Balotelli)        | 29' Allen 74' Balotelli 84' Gerrard              |
| 14 december 2014 14:30 Old Trafford Manchester            | 12' Rooney 40' Mata 71' Van Persie                              | 1-0 2-0 3-0                 |                                                  | Jones Johnson (26' Touré), Škrtel, Lovren Henderson, Gerrard, Allen, Moreno (68' Marković) Coutinho, Sterling, Lallana (46' Balotelli)        | 29' Allen 74' Balotelli 84' Gerrard              |
| 21 december 2014 17:00 Anfield Liverpool                  | Liverpool FC                                                    | 2-2                         | Arsenal FC                                       | Jones Touré (81' Lambert), Škrtel, Sakho Henderson, Gerrard, Lucas, Marković (74' Borini) Coutinho, Sterling, Lallana                         | 90' Borini 90+2' Borini                          |
| 21 december 2014 17:00 Anfield Liverpool                  | 45' Coutinho 90+7' Škrtel                                       | 1-0 1-1 2-1 2-2             | 45+2' Debuchy 64' Giroud                         | Jones Touré (81' Lambert), Škrtel, Sakho Henderson, Gerrard, Lucas, Marković (74' Borini) Coutinho, Sterling, Lallana                         | 90' Borini 90+2' Borini                          |
| 26 december 2014 16:00 Turf Moor Burnley                  | Burnley                                                         | 0-1                         | Liverpool FC                                     | Jones (16' Mignolet) Touré (46' Can), Škrtel, Sakho Henderson, Gerrard, Lucas, Marković Coutinho (73' Lambert), Sterling, Lallana             | 82' Lucas                                        |
| 26 december 2014 16:00 Turf Moor Burnley                  |                                                                 | 0-1                         | 62' Sterling                                     | Jones (16' Mignolet) Touré (46' Can), Škrtel, Sakho Henderson, Gerrard, Lucas, Marković Coutinho (73' Lambert), Sterling, Lallana             | 82' Lucas                                        |
| 29 december 2014 21:00 Anfield Liverpool                  | Liverpool FC                                                    | 4-1                         | Swansea City                                     | Mignolet Can, Škrtel, Sakho Manquillo, Henderson, Lucas, Moreno Coutinho (90' Borini), Sterling (83' Balotelli), Lallana (77' Marković)       | 49' Skrtel                                       |
| 29 december 2014 21:00 Anfield Liverpool                  | 33' Moreno 51' Lallana 61' Lallana 69' Shelvey (own)            | 1-0 2-0 2-1 3-1 4-1         | 52' Sigurðsson                                   | Mignolet Can, Škrtel, Sakho Manquillo, Henderson, Lucas, Moreno Coutinho (90' Borini), Sterling (83' Balotelli), Lallana (77' Marković)       | 49' Skrtel                                       |
| Terugronde                                                |                                                                 |                             |                                                  | |                                                  |
| 1 januari 2015 16:00 Anfield Liverpool                    | Liverpool FC                                                    | 2-2                         | Leicester City                                   | Mignolet Can, Touré, Sakho Henderson, Gerrard, Lucas (72' Marković), Moreno (85' Lambert) Coutinho, Sterling, Lallana (55' Borini)            | 21' Lucas 90+1' Gerrard                          |
| 1 januari 2015 16:00 Anfield Liverpool                    | 17' Gerrard 40' Gerrard                                         | 1-0 2-0 2-1 2-2             | 58' Nugent 60' Schlupp                           | Mignolet Can, Touré, Sakho Henderson, Gerrard, Lucas (72' Marković), Moreno (85' Lambert) Coutinho, Sterling, Lallana (55' Borini)            | 21' Lucas 90+1' Gerrard                          |
| 10 januari 2015 13:45 Stadium of Light Sunderland         | Sunderland                                                      | 0-1                         | Liverpool FC                                     | Mignolet Can, Škrtel, Sakho Marković, Henderson, Lucas, Moreno Gerrard (46' Lovren), Borini (67' Balotelli), Coutinho                         | 17' Borini 36' Coutinho 54' Henderson 55' Lovren |
| 10 januari 2015 13:45 Stadium of Light Sunderland         |                                                                 | 0-1                         | 9' Marković                                      | Mignolet Can, Škrtel, Sakho Marković, Henderson, Lucas, Moreno Gerrard (46' Lovren), Borini (67' Balotelli), Coutinho                         | 17' Borini 36' Coutinho 54' Henderson 55' Lovren |
| 17 januari 2015 16:00 Villa Park Birmingham               | Aston Villa                                                     | 0-2                         | Liverpool FC                                     | Mignolet Can, Škrtel, Sakho Marković, Henderson, Lucas, Moreno (71' Enrique) Sterling (85' Ibe), Borini (71' Lambert), Coutinho               | 81' Lambert                                      |
| 17 januari 2015 16:00 Villa Park Birmingham               |                                                                 | 0-1 0-2                     | 24' Borini 79' Lambert                           | Mignolet Can, Škrtel, Sakho Marković, Henderson, Lucas, Moreno (71' Enrique) Sterling (85' Ibe), Borini (71' Lambert), Coutinho               | 81' Lambert                                      |
| 31 januari 2015 16:00 Anfield Liverpool                   | Liverpool FC                                                    | 2-0                         | West Ham United                                  | Mignolet Can, Škrtel, Sakho Marković (68' Sturridge), Henderson, Lucas, Moreno Lallana, Sterling, Coutinho (81' Ibe)                          | 90+2' Sterling                                   |
| 31 januari 2015 16:00 Anfield Liverpool                   | 51' Sterling 80' Sturridge                                      | 1-0 2-0                     |                                                  | Mignolet Can, Škrtel, Sakho Marković (68' Sturridge), Henderson, Lucas, Moreno Lallana, Sterling, Coutinho (81' Ibe)                          | 90+2' Sterling                                   |
| 7 februari 2015 18:30 Goodison Park Liverpool             | Everton FC                                                      | 0-0                         | Liverpool FC                                     | Mignolet Can, Škrtel, Sakho Ibe, Henderson, Lucas (16' Allen), Moreno Gerrard, Sterling (82' Lambert), Coutinho (56' Sturridge)               | 79' Henderson                                    |
| 7 februari 2015 18:30 Goodison Park Liverpool             |                                                                 |                             |                                                  | Mignolet Can, Škrtel, Sakho Ibe, Henderson, Lucas (16' Allen), Moreno Gerrard, Sterling (82' Lambert), Coutinho (56' Sturridge)               | 79' Henderson                                    |
| 10 februari 2015 21:00 Anfield Liverpool                  | Liverpool FC                                                    | 3-2                         | Tottenham Hotspur                                | Mignolet Can, Škrtel, Sakho Ibe, Henderson, Gerrard (68' Lovren), Moreno Marković (79' Lallana), Sturridge (74' Balotelli), Coutinho          | 40' Škrtel 45+1' Sakho 60' Gerrard               |
| 10 februari 2015 21:00 Anfield Liverpool                  | 15' Marković 53' Gerrard 83' Balotelli                          | 1-0 1-1 2-1 2-2 3-2         | 26' Kane 61' Dembélé                             | Mignolet Can, Škrtel, Sakho Ibe, Henderson, Gerrard (68' Lovren), Moreno Marković (79' Lallana), Sturridge (74' Balotelli), Coutinho          | 40' Škrtel 45+1' Sakho 60' Gerrard               |
| 22 februari 2015 17:15 St. Mary's Stadium Southampton     | Southampton FC                                                  | 0-2                         | Liverpool FC                                     | Mignolet Can, Škrtel, Lovren Ibe (75' Johnson), Henderson, Allen, Marković (46' Moreno) Lallana (62' Sturridge), Sterling, Coutinho           | 43' Lovren 78' Moreno 84' Henderson              |
| 22 februari 2015 17:15 St. Mary's Stadium Southampton     |                                                                 | 0-1 0-2                     | 3' Coutinho 73' Sterling                         | Mignolet Can, Škrtel, Lovren Ibe (75' Johnson), Henderson, Allen, Marković (46' Moreno) Lallana (62' Sturridge), Sterling, Coutinho           | 43' Lovren 78' Moreno 84' Henderson              |
| 1 maart 2015 13:00 Anfield Liverpool                      | Liverpool FC                                                    | 2-1                         | Manchester City                                  | Mignolet Can, Škrtel, Lovren Marković (76' Sturridge), Henderson, Allen, Moreno (83' Touré) Lallana, Sterling, Coutinho                       | 84' Lallana                                      |
| 1 maart 2015 13:00 Anfield Liverpool                      | 11' Henderson 75' Coutinho                                      | 1-0 1-1 2-1                 | 25' Džeko                                        | Mignolet Can, Škrtel, Lovren Marković (76' Sturridge), Henderson, Allen, Moreno (83' Touré) Lallana, Sterling, Coutinho                       | 84' Lallana                                      |
| 4 maart 2015 21:00 Anfield Liverpool                      | Liverpool FC                                                    | 2-0                         | Burnley                                          | Mignolet Can, Škrtel, Lovren Sterling (90' Lambert), Henderson, Allen, Moreno (73' Touré) Lallana, Sturridge (83' Johnson), Coutinho          |                                                  |
| 4 maart 2015 21:00 Anfield Liverpool                      | 29' Henderson 51' Sturridge                                     | 1-0 2-0                     |                                                  | Mignolet Can, Škrtel, Lovren Sterling (90' Lambert), Henderson, Allen, Moreno (73' Touré) Lallana, Sturridge (83' Johnson), Coutinho          |                                                  |
| 16 maart 2015 21:00 Liberty Stadium Swansea               | Swansea City                                                    | 0-1                         | Liverpool FC                                     | Mignolet Can, Škrtel, Sakho Lallana (88' Johnson), Henderson, Allen, Moreno (64' Gerrard) Sterling, Sturridge, Coutinho                       | 6' Henderson 26' Sterling 50' Moreno             |
| 16 maart 2015 21:00 Liberty Stadium Swansea               |                                                                 | 0-1                         | 68' Henderson                                    | Mignolet Can, Škrtel, Sakho Lallana (88' Johnson), Henderson, Allen, Moreno (64' Gerrard) Sterling, Sturridge, Coutinho                       | 6' Henderson 26' Sterling 50' Moreno             |
| 22 maart 2015 14:30 Anfield Liverpool                     | Liverpool FC                                                    | 1-2                         | Manchester United                                | Mignolet Can, Škrtel, Sakho Sterling, Henderson, Allen, Moreno (66' Balotelli) Lallana (46' Gerrard), Sturridge, Coutinho                     | 19' Allen 46' Gerrard 67' Balotelli              |
| 22 maart 2015 14:30 Anfield Liverpool                     | 69' Sturridge                                                   | 0-1 0-2 1-2                 | 14' Mata 59' Mata                                | Mignolet Can, Škrtel, Sakho Sterling, Henderson, Allen, Moreno (66' Balotelli) Lallana (46' Gerrard), Sturridge, Coutinho                     | 19' Allen 46' Gerrard 67' Balotelli              |
| 4 april 2015 13:45 Emirates Stadium Londen                | Arsenal FC                                                      | 4-1                         | Liverpool FC                                     | Mignolet Can, Touré, Sakho Henderson, Lucas, Allen, Moreno Marković (46' Sturridge), Sterling, Coutinho                                       | 49' Can 84' Can                                  |
| 4 april 2015 13:45 Emirates Stadium Londen                | 37' Bellerín 40' Özil 45' Sánchez 90+1' Giroud                  | 1-0 2-0 3-0 3-1 4-1         | 76' Henderson                                    | Mignolet Can, Touré, Sakho Henderson, Lucas, Allen, Moreno Marković (46' Sturridge), Sterling, Coutinho                                       | 49' Can 84' Can                                  |
| 13 april 2015 21:00 Anfield Liverpool                     | Liverpool FC                                                    | 2-0                         | Newcastle United                                 | Mignolet Johnson, Can, Lovren, Moreno Henderson, Lucas, Allen Ibe (58' Borini), Coutinho, Sterling (89' Lambert)                              | 78' Johnson 90' Moreno                           |
| 13 april 2015 21:00 Anfield Liverpool                     | 9' Sterling 70' Allen                                           | 1-0 2-0                     |                                                  | Mignolet Johnson, Can, Lovren, Moreno Henderson, Lucas, Allen Ibe (58' Borini), Coutinho, Sterling (89' Lambert)                              | 78' Johnson 90' Moreno                           |
| 25 april 2015 16:00 The Hawthorns West Bromwich           | West Bromwich Albion                                            | 0-0                         | Liverpool FC                                     | Mignolet Can, Škrtel, Lovren, Johnson Henderson, Gerrard, Coutinho Ibe (75' Lallana), Balotelli (75' Borini), Sterling                        |                                                  |
| 25 april 2015 16:00 The Hawthorns West Bromwich           |                                                                 |                             |                                                  | Mignolet Can, Škrtel, Lovren, Johnson Henderson, Gerrard, Coutinho Ibe (75' Lallana), Balotelli (75' Borini), Sterling                        |                                                  |
| 28 april 2015 20:45 Kingston Communications Stadium Hull  | Hull City                                                       | 1-0                         | Liverpool FC                                     | Mignolet Can, Škrtel, Lovren (76' Marković), Johnson Henderson, Allen, Coutinho Ibe (65' Lallana), Balotelli (65' Lambert), Sterling          |                                                  |
| 28 april 2015 20:45 Kingston Communications Stadium Hull  | 37' Dawson                                                      | 1-0                         |                                                  | Mignolet Can, Škrtel, Lovren (76' Marković), Johnson Henderson, Allen, Coutinho Ibe (65' Lallana), Balotelli (65' Lambert), Sterling          |                                                  |
| 2 mei 2015 16:00 Anfield Liverpool                        | Liverpool FC                                                    | 2-1                         | Queens Park Rangers                              | Mignolet Can, Škrtel, Lovren, Johnson (84' Marković) Henderson, Gerrard (89' Lucas), Coutinho Sterling, Lambert, Lallana (68' Ibe)            | 18' Gerrard 75' Lovren                           |
| 2 mei 2015 16:00 Anfield Liverpool                        | 19' Coutinho 87' Gerrard                                        | 1-0 1-1 2-1                 | 73' Fer                                          | Mignolet Can, Škrtel, Lovren, Johnson (84' Marković) Henderson, Gerrard (89' Lucas), Coutinho Sterling, Lambert, Lallana (68' Ibe)            | 18' Gerrard 75' Lovren                           |
| 9 mei 2015 17:00 Stamford Bridge Londen                   | Chelsea                                                         | 1-1                         | Liverpool FC                                     | Mignolet Can, Škrtel, Lovren, Johnson Henderson, Gerrard (79' Lucas), Coutinho Sterling, Lambert (68' Sinclair), Lallana (71' Ibe)            | 20' Lallana 26' Škrtel 29' Lambert               |
| 9 mei 2015 17:00 Stamford Bridge Londen                   | 5' Terry                                                        | 1-0 1-1                     | 44' Gerrard                                      | Mignolet Can, Škrtel, Lovren, Johnson Henderson, Gerrard (79' Lucas), Coutinho Sterling, Lambert (68' Sinclair), Lallana (71' Ibe)            | 20' Lallana 26' Škrtel 29' Lambert               |
| 16 mei 2015 16:00 Anfield Liverpool                       | Liverpool FC                                                    | 1-3                         | Crystal Palace                                   | Mignolet Can, Škrtel, Lovren Ibe (65' Lambert), Henderson, Gerrard, Moreno (87' Sinclair) Coutinho, Sterling, Lallana (65' Lucas)             | 42' Can 87' Coutinho                             |
| 16 mei 2015 16:00 Anfield Liverpool                       | 26' Lallana                                                     | 1-0 1-1 1-2 1-3             | 43' Puncheon 60' Zaha 90+1' Murray               | Mignolet Can, Škrtel, Lovren Ibe (65' Lambert), Henderson, Gerrard, Moreno (87' Sinclair) Coutinho, Sterling, Lallana (65' Lucas)             | 42' Can 87' Coutinho                             |
| 24 mei 2015 16:00 Britannia Stadium Stoke-on-Trent        | Stoke City                                                      | 6-1                         | Liverpool FC                                     | Mignolet Can (46' Touré), Škrtel, Sakho, Moreno (46' Ibe) Henderson, Lucas, Allen (69' Lambert) Coutinho, Gerrard, Lallana                    | 14' Lucas 48' Škrtel                             |
| 24 mei 2015 16:00 Britannia Stadium Stoke-on-Trent        | 22' Diouf 26' Diouf 30' Walters 41' Adam 45' N'Zonzi 86' Crouch | 1-0 2-0 3-0 4-0 5-0 5-1 6-1 | 70' Gerrard                                      | Mignolet Can (46' Touré), Škrtel, Sakho, Moreno (46' Ibe) Henderson, Lucas, Allen (69' Lambert) Coutinho, Gerrard, Lallana                    | 14' Lucas 48' Škrtel                             |

### Overzicht
| Speeldag  | 1 | 2 | 3 | 4 | 5  | 6  | 7  | 8  | 9  | 10 | 11 | 12 | 13 | 14 | 15 | 16 | 17 | 18 | 19 | 20 | 21 | 22 | 23 | 24 | 25 | 26 | 27 | 28 | 29 | 30 | 31 | 32 | 33 | 34 | 35 | 36 | 37 | 38 |
| --------- | - | - | - | - | -- | -- | -- | -- | -- | -- | -- | -- | -- | -- | -- | -- | -- | -- | -- | -- | -- | -- | -- | -- | -- | -- | -- | -- | -- | -- | -- | -- | -- | -- | -- | -- | -- | -- |
| Resultaat | w | v | w | v | v  | g  | w  | w  | g  | v  | v  | v  | w  | w  | g  | v  | g  | w  | w  | g  | w  | w  | w  | g  | w  | w  | w  | w  | w  | v  | v  | w  | g  | v  | w  | g  | v  | v  |
| Punten    | 3 | 3 | 6 | 6 | 6  | 7  | 10 | 13 | 14 | 14 | 14 | 14 | 17 | 20 | 21 | 21 | 22 | 25 | 28 | 29 | 32 | 35 | 38 | 39 | 42 | 45 | 48 | 51 | 54 | 54 | 54 | 57 | 58 | 58 | 61 | 62 | 62 | 62 |
| Positie   | 4 | 9 | 5 | 8 | 11 | 14 | 9  | 5  | 7  | 7  | 11 | 12 | 11 | 8  | 9  | 11 | 10 | 9  | 8  | 8  | 8  | 8  | 7  | 7  | 7  | 6  | 5  | 5  | 5  | 5  | 5  | 5  | 5  | 5  | 5  | 5  | 5  | 6  |

### Eindstand
| №  | Club                 | WG | W  | G  | V  | DV | DT | +/− | Punten |
| -- | -------------------- | -- | -- | -- | -- | -- | -- | --- | ------ |
|    | Chelsea              | 38 | 26 | 9  | 3  | 73 | 32 | +41 | 87     |
| 2  | Manchester City      | 38 | 24 | 7  | 7  | 83 | 38 | +45 | 79     |
| 3  | Arsenal              | 38 | 22 | 9  | 7  | 71 | 36 | +35 | 75     |
| 4  | Manchester United    | 38 | 20 | 10 | 8  | 62 | 37 | +25 | 70     |
| 5  | Tottenham Hotspur    | 38 | 19 | 7  | 12 | 58 | 53 | +5  | 64     |
| 6  | Liverpool            | 38 | 18 | 8  | 12 | 52 | 48 | +4  | 62     |
| 7  | Southampton          | 38 | 18 | 6  | 14 | 54 | 33 | +21 | 60     |
| 8  | Swansea City         | 38 | 16 | 8  | 14 | 46 | 49 | –3  | 56     |
| 9  | Stoke City           | 38 | 15 | 9  | 14 | 48 | 45 | +3  | 54     |
| 10 | Crystal Palace       | 38 | 13 | 9  | 16 | 47 | 51 | –4  | 48     |
| 11 | Everton              | 38 | 12 | 11 | 15 | 48 | 50 | –2  | 47     |
| 12 | West Ham United      | 38 | 12 | 11 | 15 | 44 | 47 | –3  | 47     |
| 13 | West Bromwich Albion | 38 | 11 | 11 | 16 | 38 | 51 | –13 | 44     |
| 14 | Leicester City       | 38 | 11 | 8  | 19 | 46 | 55 | –9  | 41     |
| 15 | Newcastle United     | 38 | 10 | 9  | 19 | 40 | 63 | –23 | 39     |
| 16 | Sunderland           | 38 | 7  | 17 | 14 | 31 | 53 | –22 | 38     |
| 17 | Aston Villa          | 38 | 10 | 8  | 20 | 31 | 57 | –26 | 38     |
| 18 | Hull City            | 38 | 8  | 11 | 19 | 33 | 51 | –18 | 35     |
| 19 | Burnley              | 38 | 7  | 12 | 19 | 28 | 53 | –25 | 33     |
| 20 | Queens Park Rangers  | 38 | 8  | 6  | 24 | 42 | 73 | –31 | 30     |

### Toeschouwers
| №      | Club                 | Totaal     | Gem    | Duels | +/–    | Record |
| ------ | -------------------- | ---------- | ------ | ----- | ------ | ------ |
| 1      | Manchester United    | 1.431.362  | 75.335 | 19    | +0,2%  | 75.454 |
| 2      | Arsenal              | 1.139.843  | 59.992 | 19    | 0,0%   | 60.081 |
| 3      | Newcastle United     | 956.823    | 50.359 | 19    | −0,1%  | 52.315 |
| 4      | Manchester City      | 861.939    | 45.365 | 19    | −3,6%  | 45.919 |
| 5      | Liverpool            | 848.519    | 44.659 | 19    | 0,0%   | 44.736 |
| 6      | Sunderland           | 819.985    | 43.157 | 19    | +5,0%  | 47.563 |
| 7      | Chelsea              | 789.376    | 41.546 | 19    | +0,2%  | 41.629 |
| 8      | Everton              | 729.711    | 38.406 | 19    | +1,8%  | 39.621 |
| 9      | Tottenham Hotspur    | 678.824    | 35.728 | 19    | −0,2%  | 36.130 |
| 10     | West Ham United      | 662.552    | 34.846 | 19    | +1,9%  | 34.977 |
| 11     | Aston Villa          | 648.518    | 34.133 | 19    | −5,4%  | 41.273 |
| 12     | Leicester City       | 602.165    | 31.693 | 19    | +26,8% | 32.021 |
| 13     | Southampton          | 582.395    | 30.741 | 19    | +1,8%  | 31.723 |
| 14     | Stoke City           | 514.547    | 27.081 | 19    | +3,6%  | 27.602 |
| 15     | West Bromwich Albion | 476.211    | 25.064 | 19    | −0,5%  | 26.768 |
| 16     | Crystal Palace       | 464.004    | 24.421 | 19    | +0,2%  | 25.197 |
| 17     | Hull City            | 447.584    | 23.557 | 19    | −2,3%  | 24.877 |
| 18     | Swansea City         | 390.543    | 20.555 | 19    | +0,7%  | 20.828 |
| 19     | Burnley              | 363.483    | 19.131 | 19    | +39,4% | 21.335 |
| 20     | Queens Park Rangers  | 338.369    | 17.809 | 19    | +6,9%  | 18.098 |
| Totaal | Totaal               | 13.746.753 | 36.179 | 380   | −1,3%  | 75.454 |

## League Cup

### Wedstrijden
| Wedstrijddetails                                         | Thuisploeg                 | Uitslag         | Uitploeg                               | Opstelling | Kaarten                                                   |
| -------------------------------------------------------- | -------------------------- | --------------- | -------------------------------------- | --- | --------------------------------------------------------- |
| Derde ronde                                              |                            |                 |                                        | |                                                           |
| 23 september 2014 20:45 Anfield Liverpool                | Liverpool FC               | 2-2 (14-13)     | Middlesbrough (II)                     | Mignolet Manquillo, Touré, Sakho, Enrique Lucas, Rossiter (79' Williams), Sterling Marković (98' Suso), Lambert (74' Balotelli), Lallana Strafschoppen: Sterling, Williams, Touré, Sakho, Manquillo, Enrique, Mignolet, Balotelli, Lucas, Lallana, Suso | 61' Sakho                                                 |
| 23 september 2014 20:45 Anfield Liverpool                | 10' Rossiter 109' Suso     | 1-0 1-1 2-1 2-2 | 62' Reach 120+3' Bamford               | Mignolet Manquillo, Touré, Sakho, Enrique Lucas, Rossiter (79' Williams), Sterling Marković (98' Suso), Lambert (74' Balotelli), Lallana Strafschoppen: Sterling, Williams, Touré, Sakho, Manquillo, Enrique, Mignolet, Balotelli, Lucas, Lallana, Suso | 61' Sakho                                                 |
| 1/8 finale                                               |                            |                 |                                        | |                                                           |
| 28 oktober 2014 21:00 Anfield Liverpool                  | Liverpool FC               | 2-1             | Swansea City                           | Jones Manquillo, Touré, Lovren, Johnson Henderson, Lucas, Coutinho Marković (70' Lallana), Lambert (79' Balotelli), Borini | 90' Touré                                                 |
| 28 oktober 2014 21:00 Anfield Liverpool                  | 86' Balotelli 90+5' Lovren | 0-1 1-1 2-1     | 65' Emnes                              | Jones Manquillo, Touré, Lovren, Johnson Henderson, Lucas, Coutinho Marković (70' Lallana), Lambert (79' Balotelli), Borini | 90' Touré                                                 |
| Kwartfinale                                              |                            |                 |                                        | |                                                           |
| 17 december 2014 20:45 The Goldsands Stadium Bournemouth | Bournemouth (II)           | 1-3             | Liverpool FC                           | Jones Touré, Škrtel, Lovren (46' Sakho) Henderson, Gerrard (90' Borini), Lucas, Marković Coutinho (74' Can), Sterling, Lallana |                                                           |
| 17 december 2014 20:45 The Goldsands Stadium Bournemouth | 57' Gosling                | 0-1 0-2 0-3 1-3 | 20' Sterling 27' Marković 51' Sterling | Jones Touré, Škrtel, Lovren (46' Sakho) Henderson, Gerrard (90' Borini), Lucas, Marković Coutinho (74' Can), Sterling, Lallana |                                                           |
| Halve finale                                             |                            |                 |                                        | |                                                           |
| 20 januari 2015 20:45 Anfield Liverpool                  | Liverpool FC               | 1-1             | Chelsea FC                             | Mignolet Can, Škrtel, Sakho Marković, Henderson, Lucas, Moreno Gerrard (70' Lallana), Sterling, Coutinho | 39' Gerrard 44' Lucas                                     |
| 20 januari 2015 20:45 Anfield Liverpool                  | 59' Sterling               | 0-1 1-1         | 18' Hazard                             | Mignolet Can, Škrtel, Sakho Marković, Henderson, Lucas, Moreno Gerrard (70' Lallana), Sterling, Coutinho | 39' Gerrard 44' Lucas                                     |
| 27 januari 2015 20:45 Stamford Bridge Londen             | Chelsea FC                 | 1-0             | Liverpool FC                           | Mignolet Can, Škrtel, Sakho (57' Johnson) Marković (70' Balotelli), Henderson, Lucas, Moreno (105' Lambert) Gerrard, Sterling, Coutinho | 42' Henderson 53' Lucas 102' Gerrard 114' Can 116' Škrtel |
| 27 januari 2015 20:45 Stamford Bridge Londen             | 94' Ivanović               | 1-0             |                                        | Mignolet Can, Škrtel, Sakho (57' Johnson) Marković (70' Balotelli), Henderson, Lucas, Moreno (105' Lambert) Gerrard, Sterling, Coutinho | 42' Henderson 53' Lucas 102' Gerrard 114' Can 116' Škrtel |

## FA Cup

### Wedstrijden
| Wedstrijddetails                                      | Thuisploeg            | Uitslag     | Uitploeg                    | Opstelling | Kaarten                              |
| ----------------------------------------------------- | --------------------- | ----------- | --------------------------- | --- | ------------------------------------ |
| 1/32 finale                                           |                       |             |                             | |                                      |
| 5 januari 2015 20:55 Kingsmeadow Kingston upon Thames | Wimbledon (IV)        | 1-2         | Liverpool FC                | Mignolet Can, Škrtel, Sakho Manquillo (71' Enrique), Henderson, Lucas, Marković (86' Touré) Gerrard, Lambert (79' Balotelli), Coutinho    | 76' Coutinho                         |
| 5 januari 2015 20:55 Kingsmeadow Kingston upon Thames | 36' Akinfenwa         | 0-1 1-1 1-2 | 12' Gerrard 62' Gerrard     | Mignolet Can, Škrtel, Sakho Manquillo (71' Enrique), Henderson, Lucas, Marković (86' Touré) Gerrard, Lambert (79' Balotelli), Coutinho    | 76' Coutinho                         |
| 1/16 finale                                           |                       |             |                             | |                                      |
| 24 januari 2015 18:30 Anfield Liverpool               | Liverpool FC          | 0-0         | Bolton Wanderers (II)       | Mignolet Johnson, Can, Sakho Manquillo (68' Borini), Henderson, Allen (67' Lucas), Enrique (46' Marković) Lallana, Sterling, Coutinho     |                                      |
| 24 januari 2015 18:30 Anfield Liverpool               |                       |             |                             | Mignolet Johnson, Can, Sakho Manquillo (68' Borini), Henderson, Allen (67' Lucas), Enrique (46' Marković) Lallana, Sterling, Coutinho     |                                      |
| 5 februari 2015 13:00 Macron Stadium Bolton           | Bolton Wanderers (II) | 1-2         | Liverpool FC                | Mignolet Can, Škrtel, Sakho Marković (65' Borini), Gerrard, Allen (70' Sturridge), Moreno Lallana (54' Henderson), Sterling, Coutinho     | 60' Allen                            |
| 5 februari 2015 13:00 Macron Stadium Bolton           | 59' Guðjohnsen        | 1-0 1-1 1-2 | 86' Sterling 90+1' Coutinho | Mignolet Can, Škrtel, Sakho Marković (65' Borini), Gerrard, Allen (70' Sturridge), Moreno Lallana (54' Henderson), Sterling, Coutinho     | 60' Allen                            |
| 1/8 finale                                            |                       |             |                             | |                                      |
| 14 februari 2015 18:30 Selhurst Park Londen           | Crystal Palace        | 1-2         | Liverpool FC                | Mignolet Can, Škrtel, Sakho Marković (46' Balotelli), Henderson, Allen, Moreno Lallana, Sturridge (78' Lambert), Coutinho (79' Lovren)    | 29' Henderson 75' Can 90+2' Mignolet |
| 14 februari 2015 18:30 Selhurst Park Londen           | 15' Campbell          | 1-0 1-1 1-2 | 49' Sturridge 58' Lallana   | Mignolet Can, Škrtel, Sakho Marković (46' Balotelli), Henderson, Allen, Moreno Lallana, Sturridge (78' Lambert), Coutinho (79' Lovren)    | 29' Henderson 75' Can 90+2' Mignolet |
| Kwartfinale                                           |                       |             |                             | |                                      |
| 8 maart 2015 17:00 Anfield Liverpool                  | Liverpool FC          | 0-0         | Blackburn Rovers (II)       | Mignolet Johnson, Škrtel (11' Touré), Lovren Marković (59' Balotelli), Can, Henderson, Sterling Lallana, Sturridge, Coutinho              | 45+1' Can                            |
| 8 maart 2015 17:00 Anfield Liverpool                  |                       |             |                             | Mignolet Johnson, Škrtel (11' Touré), Lovren Marković (59' Balotelli), Can, Henderson, Sterling Lallana, Sturridge, Coutinho              | 45+1' Can                            |
| 8 april 2015 20:45 Ewood Park Blackburn               | Blackburn Rovers (II) | 0-1         | Liverpool FC                | Mignolet Johnson, Lovren, Sakho (28' Touré), Moreno Henderson, Lucas, Allen Coutinho, Sturridge (85' Lambert), Sterling                   | 90+3' Sterling                       |
| 8 april 2015 20:45 Ewood Park Blackburn               |                       | 0-1         | 70' Coutinho                | Mignolet Johnson, Lovren, Sakho (28' Touré), Moreno Henderson, Lucas, Allen Coutinho, Sturridge (85' Lambert), Sterling                   | 90+3' Sterling                       |
| Halve finale                                          |                       |             |                             | |                                      |
| 19 april 2015 16:00 Wembley Stadium Londen            | Aston Villa           | 2-1         | Liverpool FC                | Mignolet Can, Škrtel, Lovren Marković (46' Balotelli), Henderson, Allen (78' Johnson), Moreno (90+1' Lambert) Gerrard, Sterling, Coutinho |                                      |
| 19 april 2015 16:00 Wembley Stadium Londen            | 36' Benteke 54' Delph | 0-1 1-1 2-1 | 30' Coutinho                | Mignolet Can, Škrtel, Lovren Marković (46' Balotelli), Henderson, Allen (78' Johnson), Moreno (90+1' Lambert) Gerrard, Sterling, Coutinho |                                      |

## Europees

### Wedstrijden
| UEFA Champions League                                      |                             |                 |                                     | |                                              |
| Wedstrijddetails                                           | Thuisploeg                  | Uitslag         | Uitploeg                            | Opstelling | Kaarten                                      |
| Groepsfase                                                 |                             |                 |                                     | |                                              |
| 16 september 2014 20:45 Anfield Liverpool                  | Liverpool FC                | 2-1             | Ludogorets                          | Mignolet Manquillo, Lovren, Sakho, Moreno Henderson, Gerrard, Coutinho (68' Lucas), Lallana (67' Borini) Sterling, Balotelli                                                           |                                              |
| 16 september 2014 20:45 Anfield Liverpool                  | 82' Balotelli 90+3' Gerrard | 1-0 1-1 2-1     | 90+1' Abalo                         | Mignolet Manquillo, Lovren, Sakho, Moreno Henderson, Gerrard, Coutinho (68' Lucas), Lallana (67' Borini) Sterling, Balotelli                                                           |                                              |
| 1 oktober 2014 20:45 St. Jakob-Park Bazel                  | FC Basel                    | 1-0             | Liverpool FC                        | Mignolet Manquillo, Škrtel, Lovren, Enrique Henderson, Gerrard, Coutinho (70' Lallana) Marković (81' Lambert), Balotelli, Sterling                                                     | 9' Sterling 54' Gerrard 71' Balotelli        |
| 1 oktober 2014 20:45 St. Jakob-Park Bazel                  | 52' Streller                | 1-0             |                                     | Mignolet Manquillo, Škrtel, Lovren, Enrique Henderson, Gerrard, Coutinho (70' Lallana) Marković (81' Lambert), Balotelli, Sterling                                                     | 9' Sterling 54' Gerrard 71' Balotelli        |
| 22 oktober 2014 20:45 Anfield Liverpool                    | Liverpool FC                | 0-3             | Real Madrid                         | Mignolet Johnson, Škrtel, Lovren, Moreno Henderson (67' Can), Gerrard, Allen Sterling, Balotelli (46' Lallana), Coutinho (67' Marković)                                                |                                              |
| 22 oktober 2014 20:45 Anfield Liverpool                    |                             | 0-1 0-2 0-3     | 23' Ronaldo 30' Benzema 41' Benzema | Mignolet Johnson, Škrtel, Lovren, Moreno Henderson (67' Can), Gerrard, Allen Sterling, Balotelli (46' Lallana), Coutinho (67' Marković)                                                |                                              |
| 4 november 2014 20:45 Estadio Santiago Bernabéu Madrid     | Real Madrid                 | 1-0             | Liverpool FC                        | Mignolet Manquillo, Škrtel, Touré, Moreno Can (75' Coutinho), Lucas (69' Gerrard), Allen Marković (69' Sterling), Borini, Lallana                                                      | 47' Škrtel 85' Moreno                        |
| 4 november 2014 20:45 Estadio Santiago Bernabéu Madrid     | 27' Benzema                 | 1-0             |                                     | Mignolet Manquillo, Škrtel, Touré, Moreno Can (75' Coutinho), Lucas (69' Gerrard), Allen Marković (69' Sterling), Borini, Lallana                                                      | 47' Škrtel 85' Moreno                        |
| 26 november 2014 20:45 Ludogorets Arena Razgrad            | Ludogorets                  | 2-2             | Liverpool FC                        | Mignolet Manquillo, Škrtel, Touré, Johnson Lucas, Allen, Gerrard Henderson, Lambert, Sterling (82' Moreno)                                                                             |                                              |
| 26 november 2014 20:45 Ludogorets Arena Razgrad            | 3' Abalo 88' Terziev        | 1-0 1-1 1-2 2-2 | 8' Lambert 37' Henderson            | Mignolet Manquillo, Škrtel, Touré, Johnson Lucas, Allen, Gerrard Henderson, Lambert, Sterling (82' Moreno)                                                                             |                                              |
| 9 december 2014 20:45 Anfield Liverpool                    | Liverpool FC                | 1-1             | FC Basel                            | Mignolet Johnson, Škrtel, Lovren, Enrique (46' Moreno) Lucas (74' Coutinho), Allen, Gerrard Sterling, Lambert (46' Marković), Henderson                                                | 47' Lucas 61' Marković 66' Lovren 77' Moreno |
| 9 december 2014 20:45 Anfield Liverpool                    | 81' Gerrard                 | 0-1 1-1         | 25' Frei                            | Mignolet Johnson, Škrtel, Lovren, Enrique (46' Moreno) Lucas (74' Coutinho), Allen, Gerrard Sterling, Lambert (46' Marković), Henderson                                                | 47' Lucas 61' Marković 66' Lovren 77' Moreno |
| UEFA Europa League                                         |                             |                 |                                     | |                                              |
| Wedstrijddetails                                           | Thuisploeg                  | Uitslag         | Uitploeg                            | Opstelling | Kaarten                                      |
| 1/16 finale                                                |                             |                 |                                     | |                                              |
| 19 januari 2015 21:05 Anfield Liverpool                    | Liverpool FC                | 1-0             | Beşiktaş                            | Mignolet Can, Škrtel, Lovren, Sakho Ibe, Henderson, Allen (63' Lovren), Moreno Lallana (77' Sterling), Sturridge, Coutinho (63' Balotelli)                                             | 68' Lovren                                   |
| 19 januari 2015 21:05 Anfield Liverpool                    | 85' Balotelli               | 1-0             |                                     | Mignolet Can, Škrtel, Lovren, Sakho Ibe, Henderson, Allen (63' Lovren), Moreno Lallana (77' Sterling), Sturridge, Coutinho (63' Balotelli)                                             | 68' Lovren                                   |
| 26 februari 2015 19:00 Atatürk Olympisch Stadion Istanboel | Beşiktaş                    | 1-0 (5-4)       | Liverpool FC                        | Mignolet Touré, Škrtel, Lovren Ibe (76' Manquillo), Can, Sterling, Allen, Moreno Sturridge (105' Lambert), Balotelli (82' Lallana) Strafschoppen: Lambert, Lallana, Can, Allen, Lovren | 11' Balotelli 103' Can                       |
| 26 februari 2015 19:00 Atatürk Olympisch Stadion Istanboel | 72' Arslan                  | 1-0             |                                     | Mignolet Touré, Škrtel, Lovren Ibe (76' Manquillo), Can, Sterling, Allen, Moreno Sturridge (105' Lambert), Balotelli (82' Lallana) Strafschoppen: Lambert, Lallana, Can, Allen, Lovren | 11' Balotelli 103' Can                       |

### Groepsfase Champions League
| Groep B | Groep B      | Groep B | Groep B | Groep B | Groep B | Groep B | Groep B | Groep B | Groep B |
|         |              | P       | W       | G       | V       | +       | -       | DS      | Ptn     |
| ------- | ------------ | ------- | ------- | ------- | ------- | ------- | ------- | ------- | ------- |
| 1.      | Real Madrid  | 6       | 6       | 0       | 0       | 16      | 2       | +14     | 18      |
| 2.      | FC Basel     | 6       | 2       | 1       | 3       | 7       | 8       | −1      | 7       |
| 3.      | Liverpool FC | 6       | 1       | 2       | 3       | 5       | 9       | −4      | 5       |
| 4.      | Ludogorets   | 6       | 1       | 1       | 4       | 5       | 14      | −9      | 4       |

## Statistieken
De spelers met de meeste wedstrijden zijn in het groen aangeduid, de speler met de meeste doelpunten in het geel.
| Nr. | Naam              | Premier League | Premier League | FA Cup | FA Cup | League Cup | League Cup | Champions League | Champions League | Europa League | Europa League | Totaal | Totaal |
| Nr. | Naam              | Wed            | Goals          | Wed    | Goals  | Wed        | Goals      | Wed              | Goals            | Wed           | Goals         | Wed    | Goals  |
| --- | ----------------- | -------------- | -------------- | ------ | ------ | ---------- | ---------- | ---------------- | ---------------- | ------------- | ------------- | ------ | ------ |
| 1.  | Brad Jones        | 3              | 0              | 0      | 0      | 2          | 0          | 0                | 0                | 0             | 0             | 5      | 0      |
| 2.  | Glen Johnson      | 19             | 1              | 4      | 0      | 2          | 0          | 3                | 0                | 0             | 0             | 27     | 1      |
| 3.  | José Enrique      | 4              | 0              | 2      | 0      | 1          | 0          | 2                | 0                | 0             | 0             | 9      | 0      |
| 4.  | Kolo Touré        | 12             | 0              | 3      | 0      | 3          | 0          | 2                | 0                | 1             | 0             | 21     | 0      |
| 6.  | Dejan Lovren      | 26             | 0              | 4      | 0      | 2          | 1          | 5                | 0                | 2             | 0             | 39     | 1      |
| 8.  | Steven Gerrard    | 29             | 9              | 3      | 2      | 3          | 0          | 7                | 2                | 0             | 0             | 42     | 13     |
| 9.  | Rickie Lambert    | 25             | 2              | 4      | 0      | 3          | 0          | 3                | 1                | 1             | 0             | 35     | 3      |
| 10. | Philippe Coutinho | 35             | 5              | 7      | 3      | 4          | 0          | 5                | 0                | 1             | 0             | 51     | 8      |
| 14. | Jordan Henderson  | 37             | 6              | 7      | 0      | 4          | 0          | 5                | 1                | 1             | 0             | 54     | 7      |
| 15. | Daniel Sturridge  | 12             | 4              | 4      | 1      | 0          | 0          | 0                | 0                | 2             | 0             | 18     | 5      |
| 17. | Mamadou Sakho     | 16             | 0              | 5      | 0      | 4          | 0          | 1                | 0                | 1             | 0             | 27     | 0      |
| 18. | Alberto Moreno    | 28             | 2              | 4      | 0      | 2          | 0          | 5                | 0                | 2             | 0             | 41     | 2      |
| 19. | Javier Manquillo  | 10             | 0              | 2      | 0      | 2          | 0          | 4                | 0                | 1             | 0             | 19     | 0      |
| 20. | Adam Lallana      | 27             | 5              | 4      | 1      | 4          | 0          | 4                | 0                | 2             | 0             | 41     | 6      |
| 21. | Lucas             | 20             | 0              | 3      | 0      | 5          | 0          | 4                | 0                | 0             | 0             | 32     | 0      |
| 22. | Simon Mignolet    | 36             | 0              | 7      | 0      | 3          | 0          | 6                | 0                | 2             | 0             | 54     | 0      |
| 23. | Emre Can          | 27             | 1              | 6      | 0      | 3          | 0          | 2                | 0                | 2             | 0             | 40     | 1      |
| 24. | Joe Allen         | 21             | 1              | 5      | 0      | 0          | 0          | 4                | 0                | 2             | 0             | 31     | 1      |
| 29. | Fabio Borini      | 12             | 1              | 2      | 0      | 2          | 0          | 2                | 0                | 0             | 0             | 18     | 1      |
| 30. | Suso              | 0              | 0              | 0      | 0      | 1          | 1          | 0                | 0                | 0             | 0             | 1      | 1      |
| 31. | Raheem Sterling   | 35             | 7              | 5      | 1      | 4          | 3          | 6                | 0                | 2             | 0             | 51     | 11     |
| 33. | Jordon Ibe        | 12             | 0              | 0      | 0      | 0          | 0          | 0                | 0                | 2             | 0             | 14     | 0      |
| 37. | Martin Škrtel     | 33             | 1              | 5      | 0      | 3          | 0          | 5                | 0                | 2             | 0             | 48     | 1      |
| 38. | Jon Flanagan      | 0              | 0              | 0      | 0      | 0          | 0          | 0                | 0                | 0             | 0             | 0      | 0      |
| 45. | Mario Balotelli   | 16             | 1              | 4      | 0      | 3          | 1          | 3                | 1                | 2             | 1             | 28     | 4      |
| 46. | Jordan Rossiter   | 0              | 0              | 0      | 0      | 1          | 1          | 0                | 0                | 0             | 0             | 1      | 1      |
| 48. | Jerome Sinclair   | 2              | 0              | 0      | 0      | 0          | 0          | 0                | 0                | 0             | 0             | 2      | 0      |
| 49. | Jordan Williams   | 0              | 0              | 0      | 0      | 1          | 0          | 0                | 0                | 0             | 0             | 1      | 0      |
| 50. | Lazar Marković    | 19             | 2              | 6      | 0      | 5          | 1          | 4                | 0                | 0             | 0             | 34     | 3      |

## Individuele prijzen
| Prijs                | Winnaar           |
| -------------------- | ----------------- |
| PFA Team of the Year | Philippe Coutinho |

## Afbeeldingen

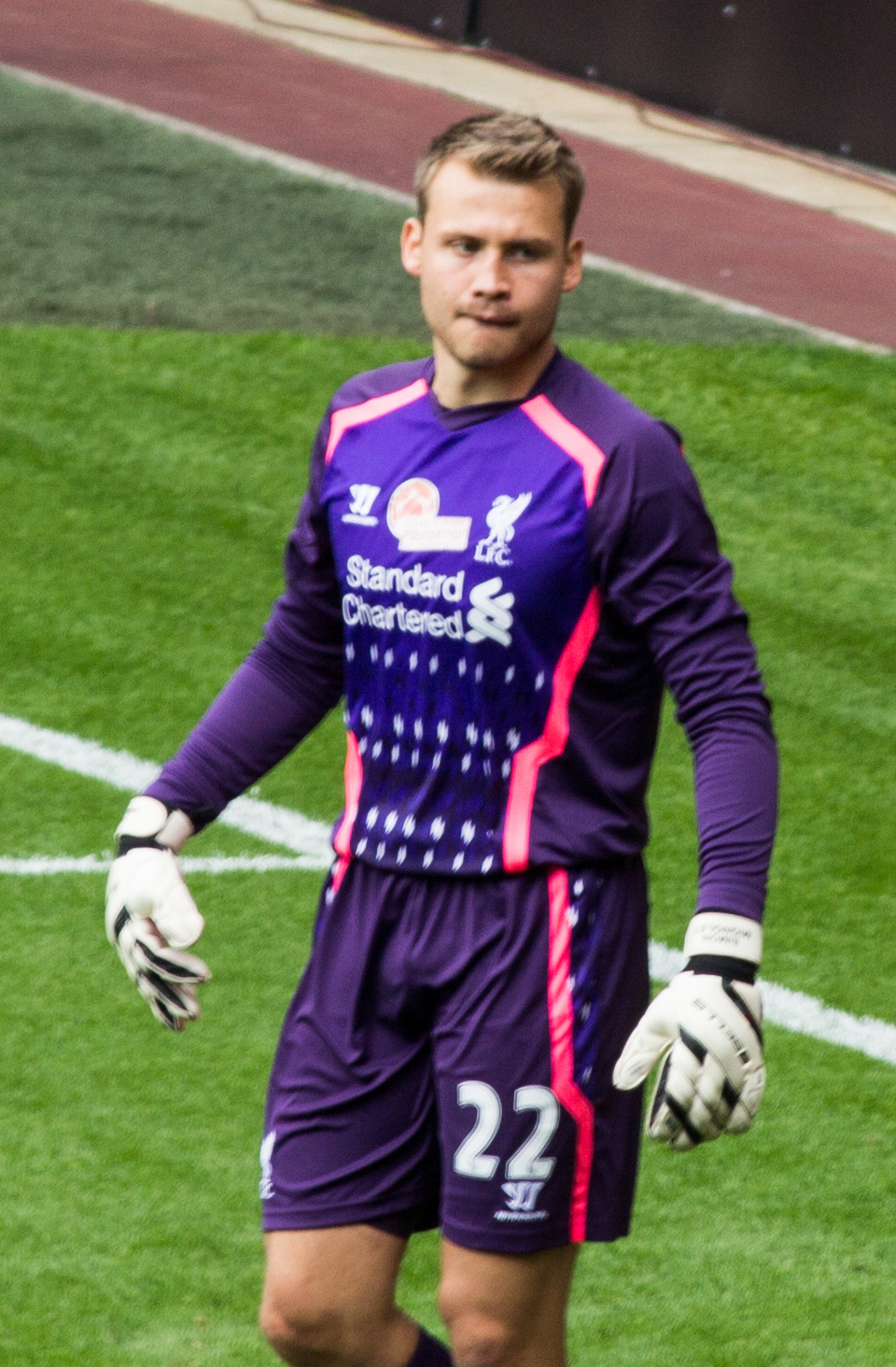
Simon Mignolet (doelman)
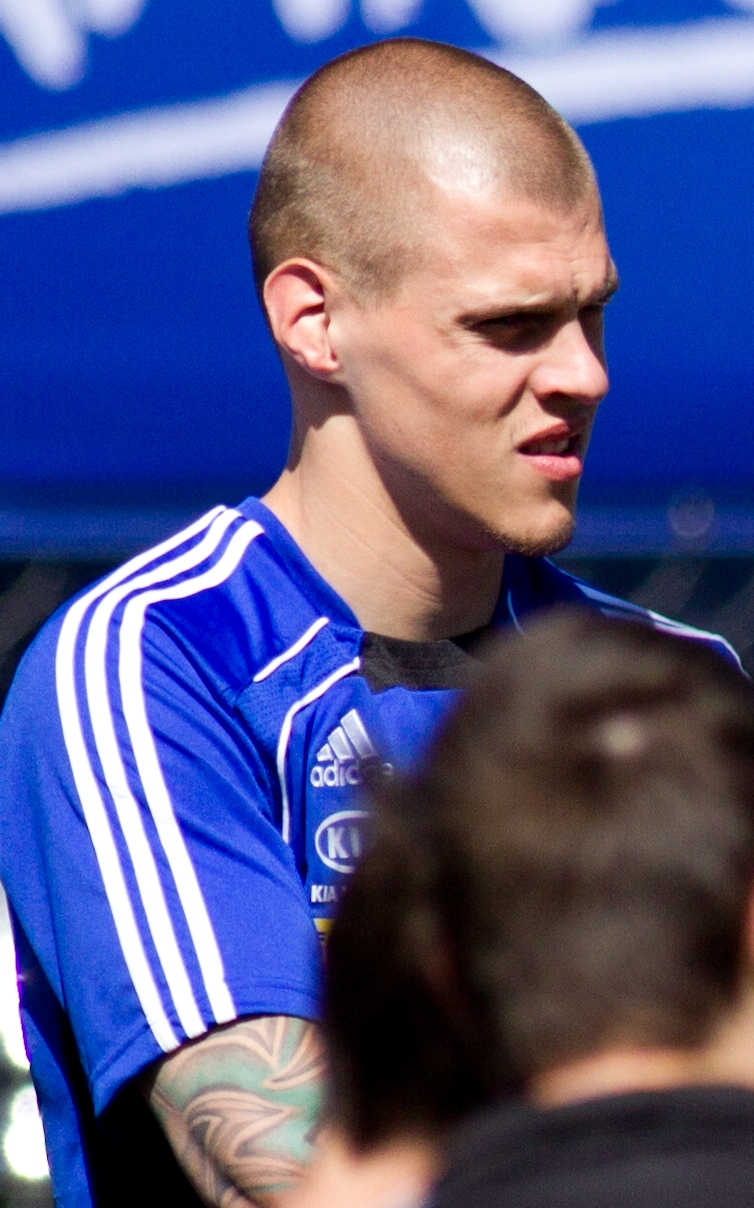
Martin Škrtel (verdediger)
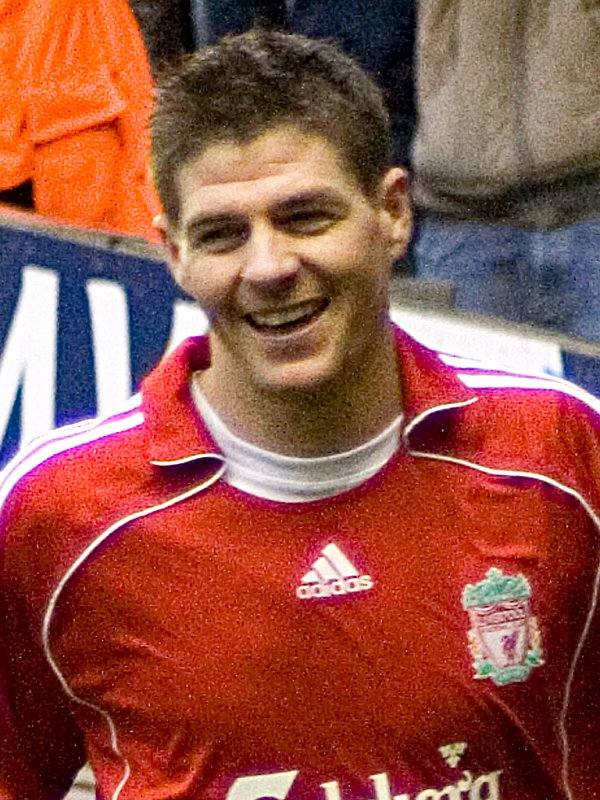
Steven Gerrard (middenvelder)
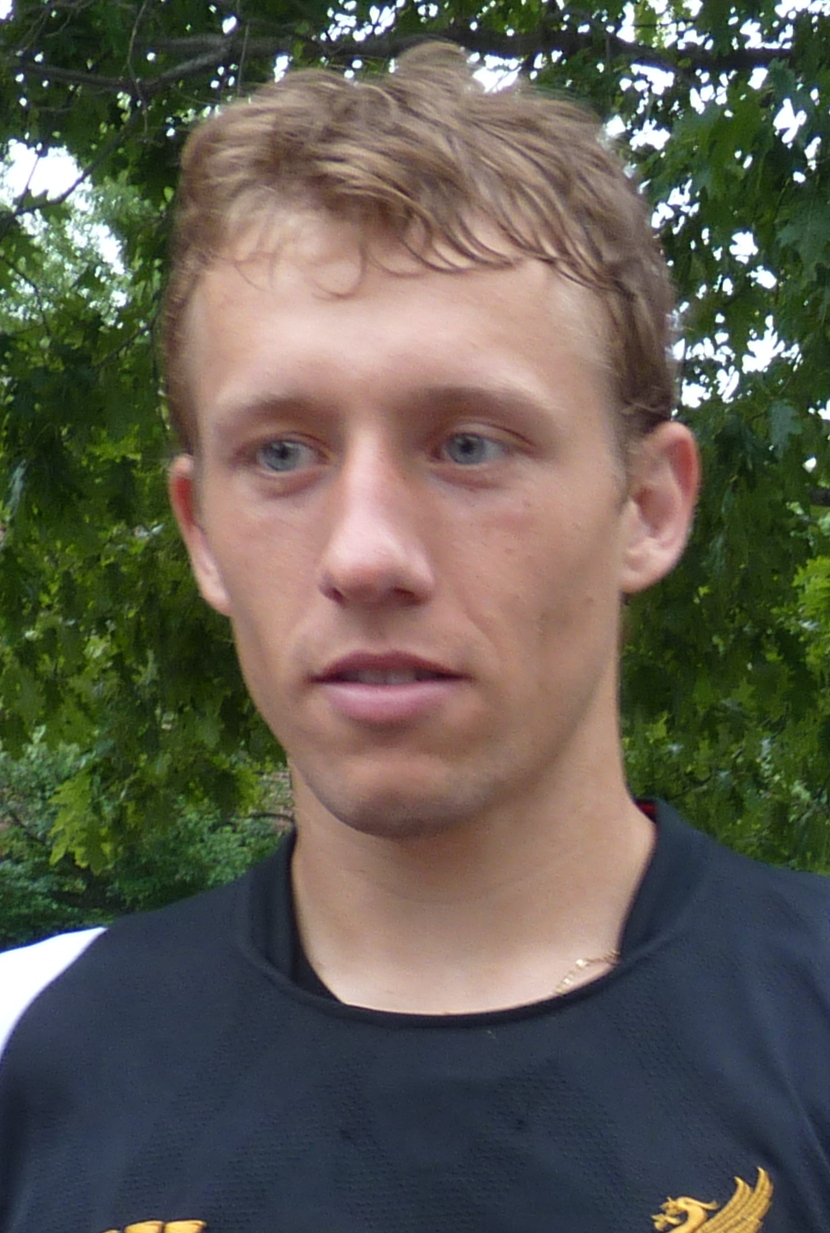
Lucas (middenvelder)
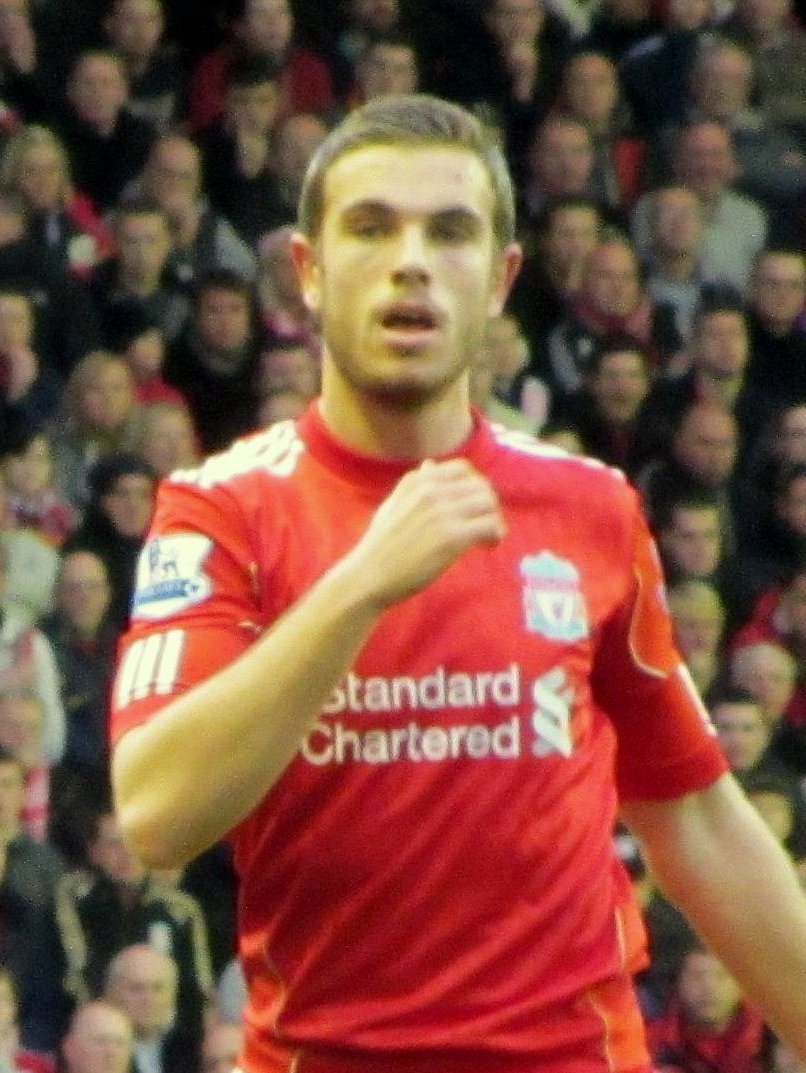
Jordan Henderson (middenvelder)
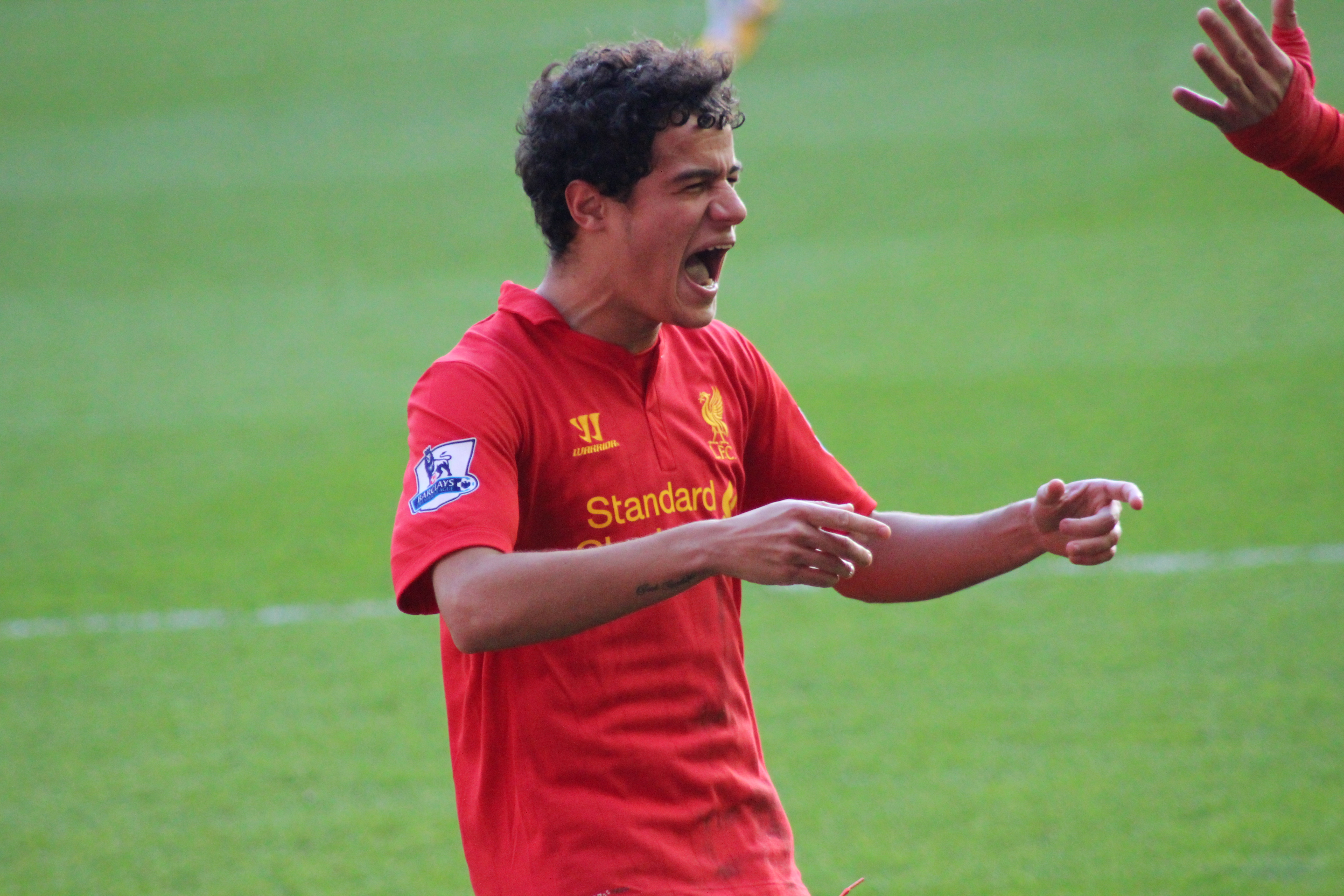
Philippe Coutinho (middenvelder)
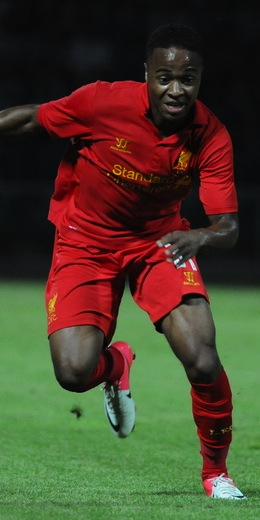
Raheem Sterling (aanvaller)
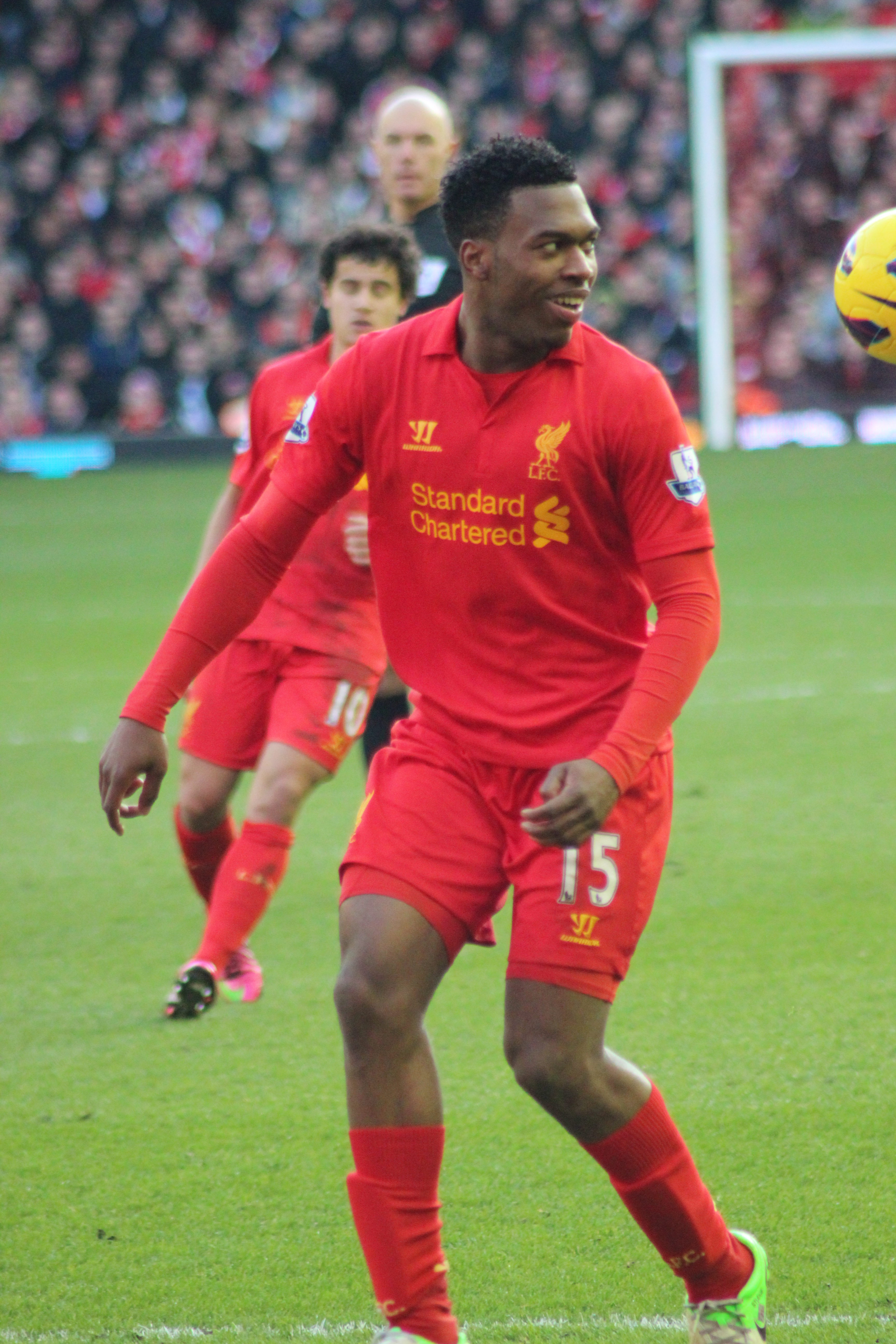
Daniel Sturridge (aanvaller)